# Distretto di Jędrzejów
Il distretto di Jędrzejów (in polacco powiat jędrzejowski) è un distretto polacco appartenente al voivodato della Santacroce.

## Geografia antropica

### Suddivisioni amministrative
Il distretto comprende 9 comuni.
- Comuni urbano-rurali: Jędrzejów, Małogoszcz, Sędziszów
- Comuni rurali: Imielno, Nagłowice, Oksa, Słupia, Sobków, Wodzisław